# Friedrich Schiller-szobor (Nagyszeben)
A nagyszebeni Friedrich Schiller-szobor műemlékké nyilvánított szobor Romániában, Szeben megyében. A romániai műemlékek jegyzékében az SB-III-m-B-12597 sorszámon szerepel.